# Marini (motorfiets)
Marini is een historisch motorfietsmerk.
De bedrijfsnaam was Emilio Marini, Milano-Lambrate.
Marini was een klein Italiaans merk dat van 1924 tot 1928 een geringe productie van 175 cc tweetakten bouwde.